# Schlauchwagen (Feuerwehr)

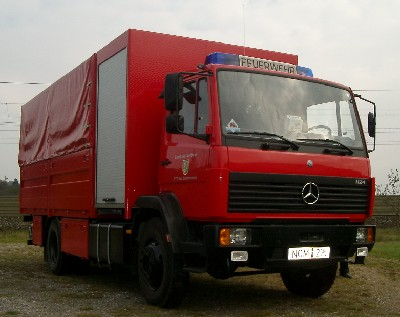
Schlauchwagen

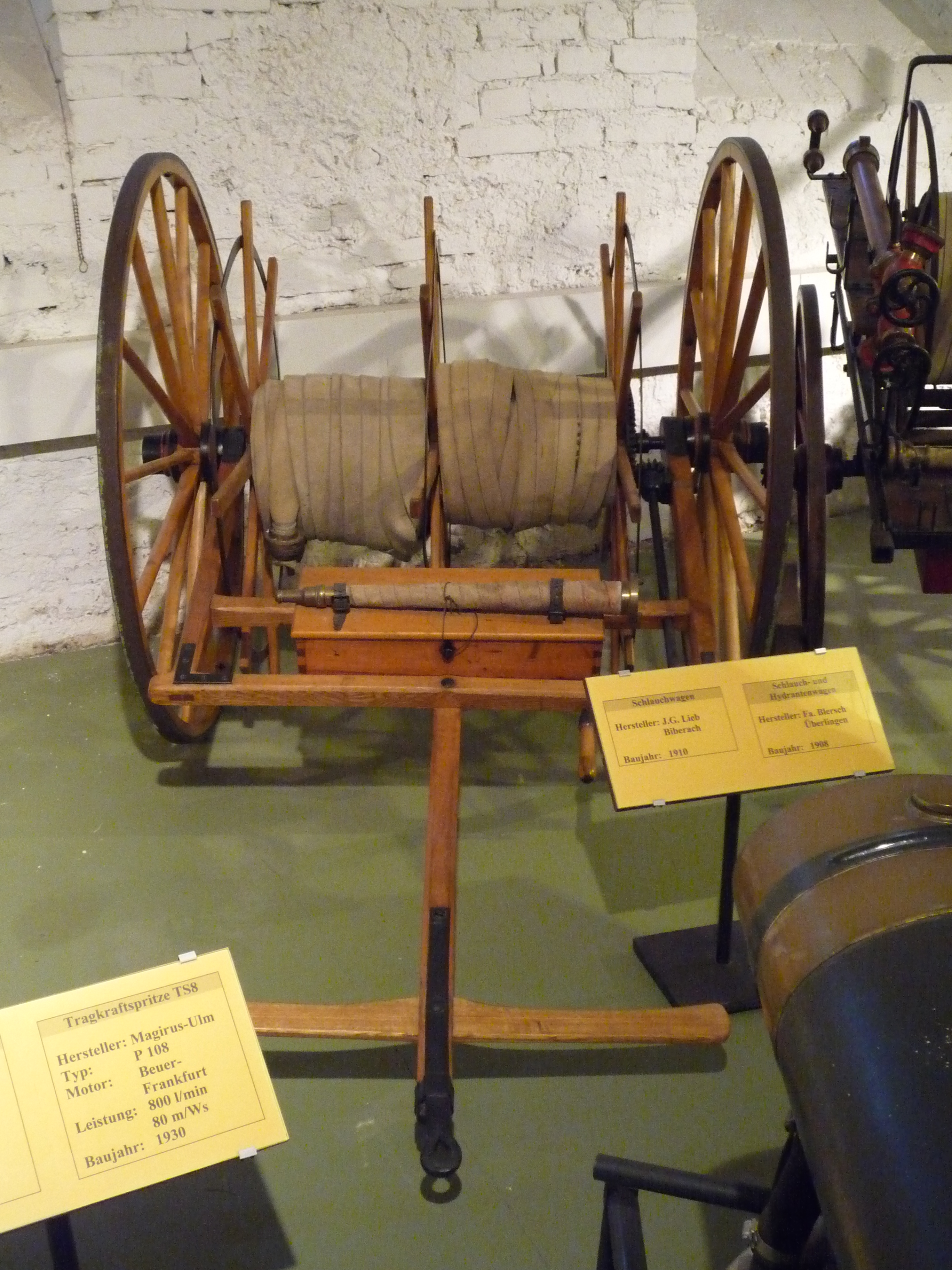
Schlauchwagen aus dem Jahr 1910

Als Schlauchwagen (kurz: SW) werden in Deutschland eine Reihe von Fahrzeugen der Feuerwehren und besonders des Katastrophenschutzes bezeichnet. Wie ihr Name schon sagt, zeichnen sie sich durch eine Beladung aus, die fast ausschließlich aus Schlauchmaterial besteht. Zurzeit existiert keine nach DIN genormte Version dieses Fahrzeugs mehr. In Österreich wird das ungefähr entsprechende Fahrzeug als Schlauchfahrzeug bezeichnet.

## Aufgabenbereiche
Der Aufgabenbereich des Schlauchwagens liegt fast ausschließlich in der Löschwasserförderung über lange Wegstrecken, die insbesondere beim Ausfall des örtlichen Hydrantennetzes, im Katastrophen- oder Verteidigungsfall, bei Waldbränden oder sonstigen Großbränden notwendig wird. Das Fahrzeug kann aber auch bei anderen Feuerwehreinsätzen, die eine Wasserförderung erfordern, unterstützend eingesetzt werden. Diese Aufgaben sollen in Zukunft von Gerätewagen Logistik und dem unten aufgeführten SW-KatS wahrgenommen werden.

## Typen
Es gibt verschiedene Bauformen des Schlauchwagens und seiner Vorgängerfahrzeuge: Neben den unten aufgeführten genormten bzw. über Baurichtlinien o. ä. des Bundes bzw. der Länder eingeführten Fahrzeugen gibt es eine Vielzahl an unterschiedlichsten Lösungen mit verschiedenen Schlauchlängen. In aller Regel gibt die Zahl hinter "SW" die Länge der mitgeführten (B-)Druckschläuche an. Dazu gibt es noch Sonderformen auf Abrollbehälter und mit anderen Schläuchen (zum Beispiel F-Druckschläuche).

### Schlauchkraftwagen

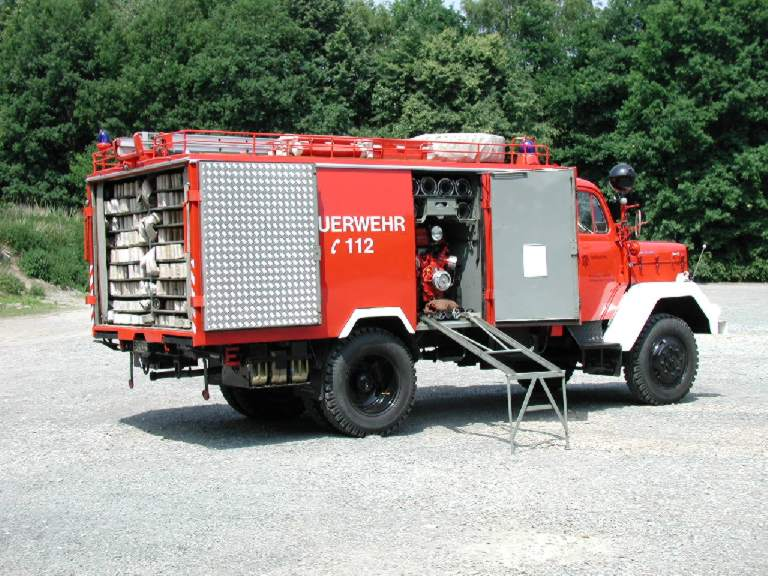
Schlauchkraftwagen um 1985

Der Schlauchkraftwagen (kurz: SKW) war der Vorgänger des Schlauchwagen und wurde vom Luftschutzhilfsdienst (und später auch bei Feuerwehren) eingesetzt. Das Fahrzeug führte B-Druckschläuche mit einer Gesamtlänge von 1650 Metern mit. Darüber hinaus verfügte es über eine Tragkraftspritze als Feuerlöschpumpe und eine Wasserstrahlpumpe zur Wasserförderung. Auf dem Fahrzeug waren ebenfalls ein Mehrzweckzug, ein Faltbehälter und eine vierteilige Steckleiter verlastet. Seine Besatzung bestand aus einer Staffel.

### Schlauchwagen 1000

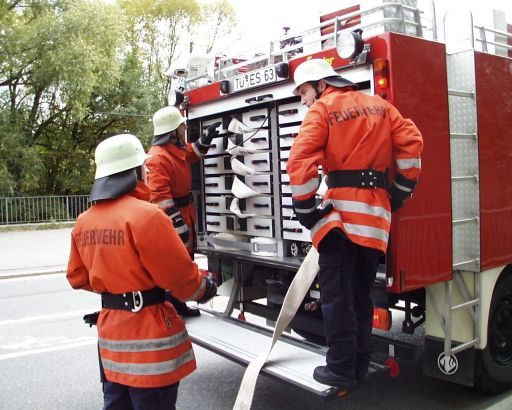
Schlauchwagen im einsatzbereiten Zustand

Der Schlauchwagen 1000 (kurz: SW 1000) war die kleinere Bauform des Schlauchwagens. Teilweise wurde er auch auf ein geländegängiges Unimog-Fahrgestell mit zulässiger Gesamtmasse von 7,5 Tonnen aufgebaut. Namensgebendes Merkmal des Fahrzeugs waren die im Fahrzeugheck verlasteten B-Druckschläuche in einer Gesamtlänge von einem Kilometer. Diese Schläuche waren in zusammengekuppeltem Zustand in Schubladen untergebracht, sodass sie während der Fahrt ausgelegt werden konnten. Dabei konnte entweder eine einzige Leitung mit einer Gesamtlänge von 1000 Metern oder zwei Leitungen gleichzeitig, dann mit einer Länge von 500 Metern, ausgelegt werden. Dieser Auslegevorgang wurde von einem Feuerwehrangehörigen überwacht, der sich auf einem Trittbrett am Fahrzeugheck (sofern vorhanden) aufhielt. Darüber hinaus verfügte der Schlauchwagen 1000 über eine kleine Beladung zur Brandbekämpfung sowie eine Tragkraftspritze (sehr oft verlastet, jedoch nicht nach Norm) als Feuerlöschpumpe. Seine Besatzung bestand aus einem selbständigen Trupp. Die Norm für den SW 1000 wurde mittlerweile zurückgezogen.

### Schlauchwagen 2000

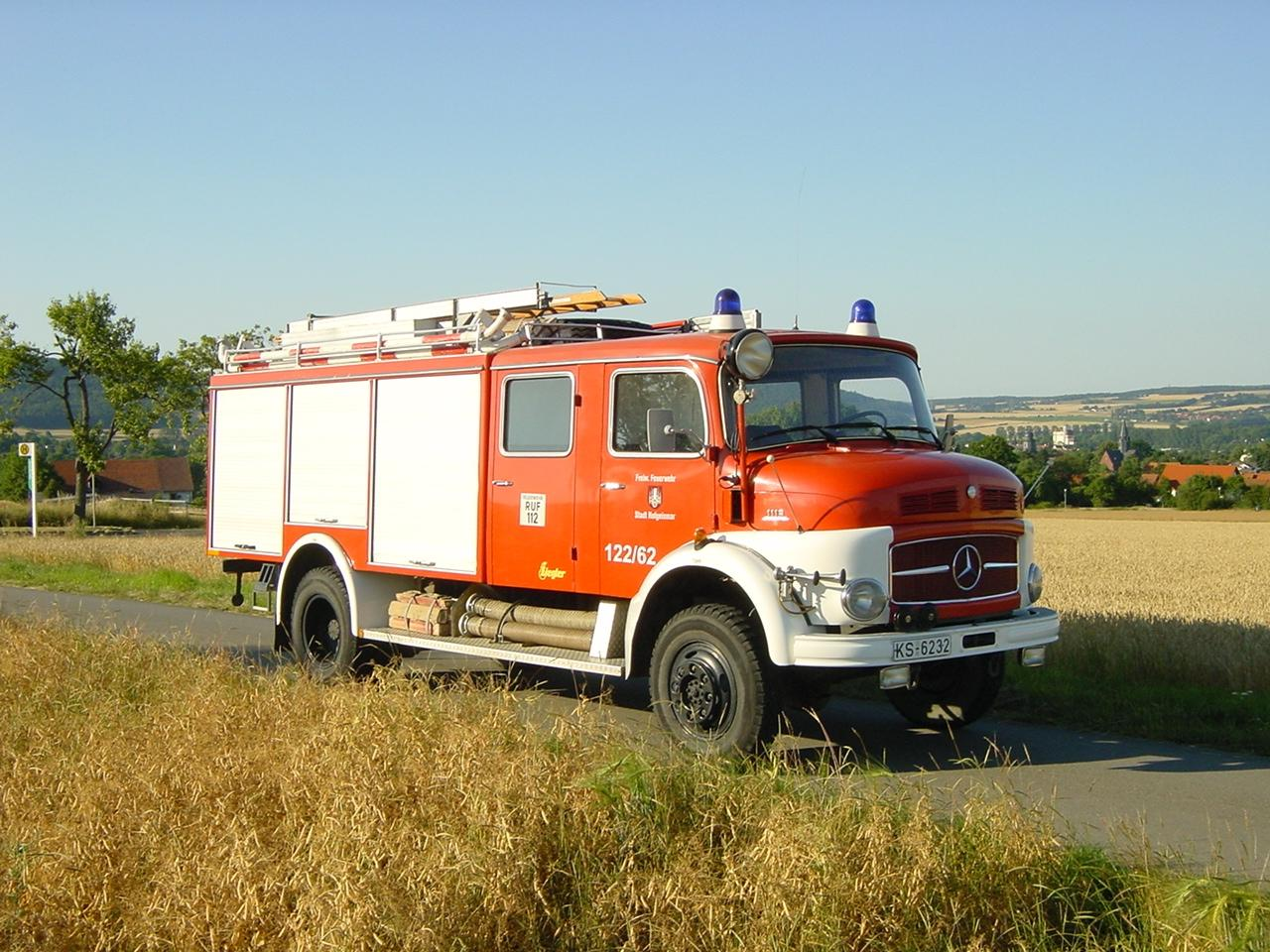
Schlauchwagen 2000

Der Schlauchwagen 2000 (kurz: SW 2000) war die größere Bauform dieses Fahrzeugs. Das Fahrzeug wurde überwiegend als Eck- oder Rundhauber ausgeliefert. Jüngere Bauformen sind selten, da es weitestgehend durch den Schlauchwagen 2000-Tr ersetzt wurde. Der Schlauchwagen 2000 führte 2 Kilometer an B-Druckschläuchen mit, die auf Schubfächern in Buchten gelegt und gekuppelt waren, sodass sie während der Fahrt ausgelegt werden konnten. Auf einer Plattform am Fahrzeugheck konnten dabei zwei Feuerwehrmänner stehen und diese Auslegevorgang überwachen. Außerdem waren auf dem Fahrzeug zahlreiche wasserführende Armaturen und eine Tragkraftspritze verlastet. Seine Besatzung umfasste eine Staffel.

### Schlauchwagen 2000 mit Truppbesatzung

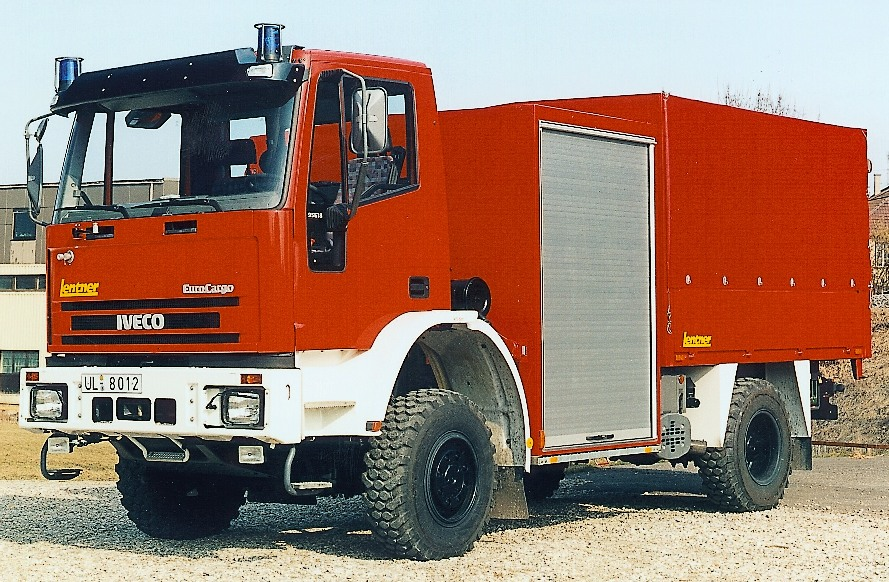
Schlauchwagen 2000 mit Truppbesatzung

Der Schlauchwagen 2000 mit Truppbesatzung (kurz: SW 2000-Tr) ist die am weitesten verbreitete Form des Schlauchwagens, weil er auch für den erweiterten Katastrophenschutz vom Bund beschafft wurde. Das mit Allradantrieb ausgestattete Fahrzeug mit kombiniertem Kasten-Pritschenaufbau konnte von einem selbständigen Trupp bedient werden. Die namensgebenden 2000 Meter B-Druckschläuche waren auf der Ladefläche in Schlauchtragekörben zusammengekuppelt untergebracht, sodass sie schnell ausgelegt werden können. Hierzu ist es, anders als beim SW 1000 und SW 2000, jedoch notwendig, dass die Besatzung hinter dem Fahrzeug herläuft.
Im Übrigen waren eine Tragkraftspritze mit 800 Litern pro Minute Förderleistung bei 8 bar Nennförderdruck, ein 5000 Liter Ausgleichsbehälter sowie eine kleine Beladung zur Brandbekämpfung (unter anderem zwei C-Druckschläuche und ein C-Strahlrohr) auf dem Fahrzeug verlastet. Das zulässige Gesamtgewicht in der Ausführung des Bundes betrug 9,5 Tonnen im Fall der Version auf Unimog-Fahrgestell und 9,6 Tonnen bei der Serie mit Fahrgestellen von IVECO-Magirus. Neben der Bundesversion gab es in DIN 14565:1991-03 auch eine allgemeine Norm für diesen Fahrzeugtyp; 2005 wurde die Norm dann zugunsten des Gerätewagens Logistik (GW-L 2) mit Zusatzbeladungsmodul "Wasserversorgung" zurückgezogen.

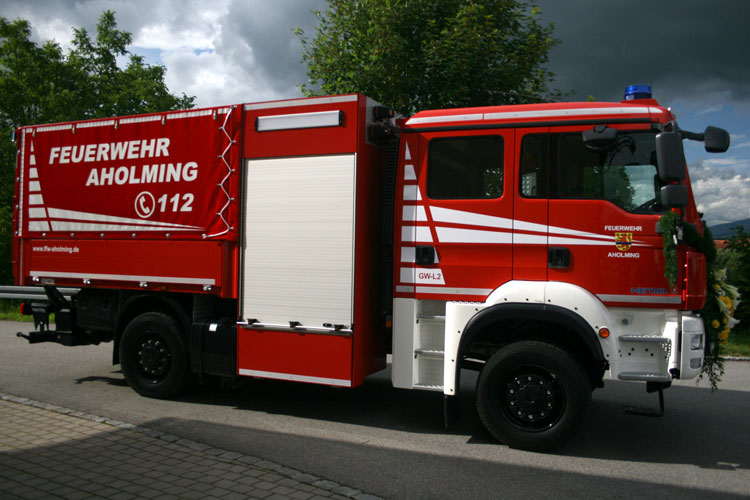
GW-L2 mit Zusatzbeladungsmodul Wasserversorgung

### Schlauchwagen für den Katastrophenschutz

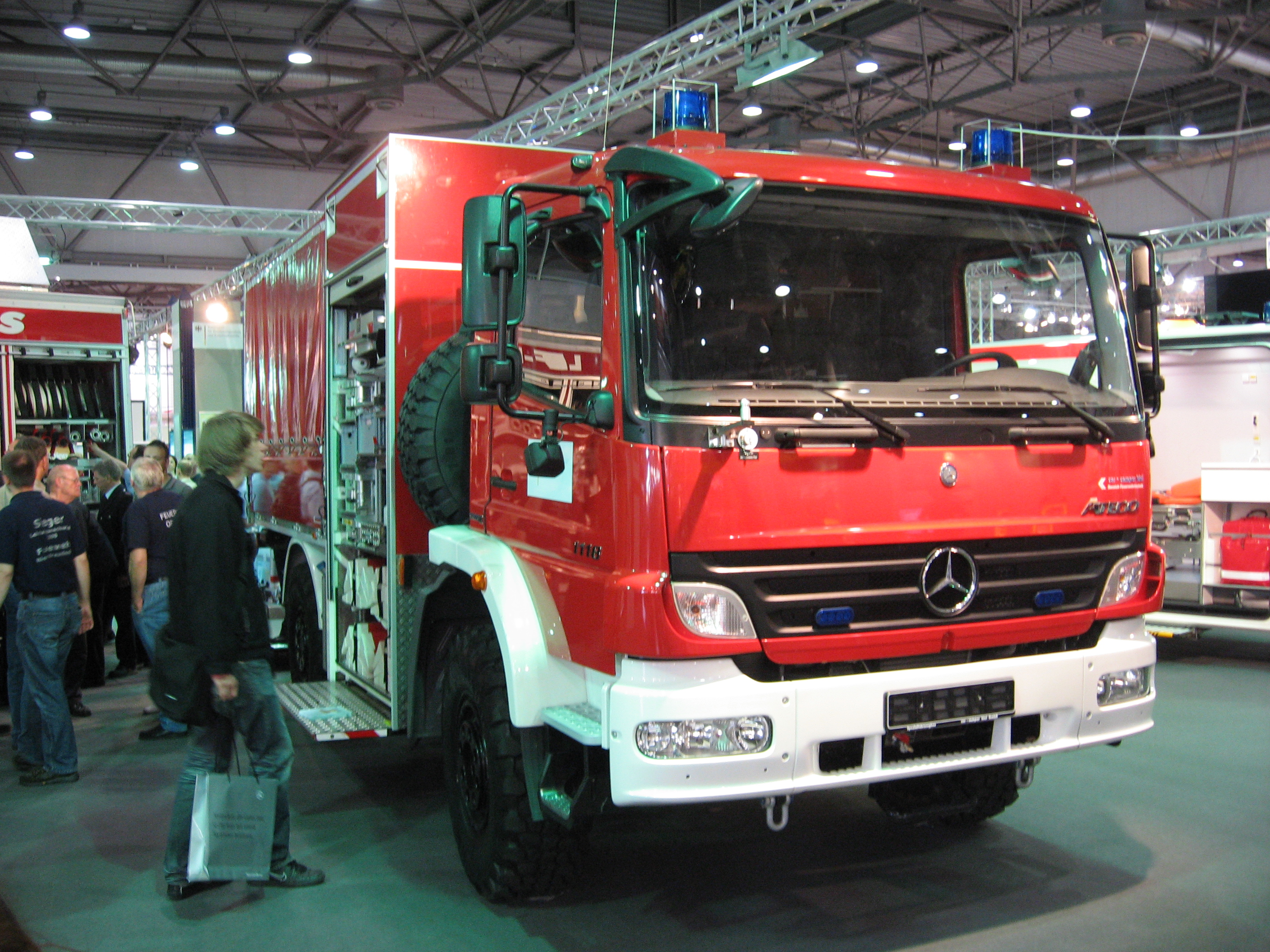
Prototyp des SW KatS auf der Interschutz 2010

Da der Gerätewagen Logistik nicht den Anforderungen des Bundes an seinen Brandschutzdienst entspricht, wurde für den Zivil- bzw. Katastrophenschutz ein eigener Schlauchwagen (kurz: SW KatS) entwickelt, der jedoch nicht vom DIN genormt ist. Er ist die Weiterentwicklung des SW 2000-Tr, verfügt jedoch über eine Tragkraftspritze mit einer Nennförderleistung von 1500 Litern pro Minute bei 10 bar Nennförderdruck. Außerdem führt er 100 B-Druckschläuche à 20 Meter mit. Hinzukommen unter anderem 6 A-Saugschläuche, 6 C-Druckschläuche, ein C-Hohlstrahlrohr, ein 5000 Liter fassender Faltbehälter und eine Motorsäge. Insgesamt ist das Fahrzeug besonders auf einen kombinierten Einsatz mit dem neuen Löschgruppenfahrzeug für den Katastrophenschutz (LF-KatS) abgestimmt. Die erste Serie im Umfang von 16 Fahrzeugen wurde von EMPL aufgebaut. Das Fahrgestell ist ein Mercedes-Benz Atego 1326 AF der Daimler AG. Das zulässige Gesamtgewicht beträgt 13,1 Tonnen. Eine weitere Serie von 107 Fahrzeugen wird von der Firma Freytag Karosseriebau GmbH & Co. KG auf einem MAN-Fahrgestell aufgebaut.